# Amy Helm
Amy Helm (* 3. prosince 1970 Woodstock) je americká zpěvačka. Pochází z hudební rodiny, jak její otec Levon Helm, tak i matka Libby Titus byli zpěváci. Jejím nevlastním otcem je Donald Fagen. Studovala psychologii na Wisconsinské univerzitě v Madisonu. Byla členkou několika kapel, včetně Dirt Farmer Band, Midnight Ramble Ban a Ollabelle. Své první sólové album nazvané Didn't It Rain vydala v roce 2015. Během své kariéry spolupracovala s mnoha hudebníky, mezi něž patří například Mercury Rev (album Deserter's Songs, 1998), John Cale (5 Tracks, 2003) a Linda Thompson (Won't Be Long Now, 2013). V roce 2017 přispěla coververzí písně „Hey, That’s No Way to Say Goodbye“ od Leonarda Cohena na koncertní album Sincerely L. Cohen.